# Joanne Dru

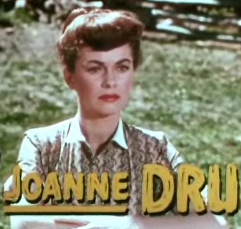
Joanne Dru i Hämndens dal (1951).

Joanne Dru, född 31 januari 1922 i Logan i West Virginia, död 10 september 1996 i Los Angeles i Kalifornien, var en amerikansk skådespelare. Dru är bland annat känd för sin roll i filmen Alla kungens män från 1949.

## Filmografi
- 1948 – Red River
- 1949 – Alla kungens män
- 1949 – Larm över prärien
- 1950 – Landet bortom prärien
- 1950 – Gangstervärldens diktator
- 1951 – Hämndens dal
- 1951 – Alla tiders dadda i sitt esse
- 1952 – Alla tiders grabb
- 1952 – En äkta texasgrabb
- 1952 – The Pride of St. Louis
- 1953 – Bragdernas man
- 1953 – Farligt vittne
- 1954 – Cirkus för hela slanten
- 1954 – Överfallet vid Röda floden
- 1955 – Frisco Bay
- 1955 – Den svarte hämnaren
- 1958 – Den vita indianen
- 1965 – Sylvia
- 1980 – Supersnooper